# Alfredo Neumann
Alfredo Neumann Kuschel (Osorno, Chile, 8 de febrero de 1903-ib., 16 de diciembre de 2000) fue un médico veterinario chileno.

## Reseña biográfica
Descendiente de inmigrantes alemanes, Neumann realizó su enseñanza primaria en la escuela alemana de Osorno, para luego trasladarse a la zona central de Chile donde completó su formación secundaria y superior. Se recibió de médico veterinario en 1927, durante una época en la que la ciencia veterinaria en el país aún tenía poco desarrollo. Hacia 1930 se trasladó al sur de Chile, específicamente a Osorno, donde realizó una extensa carrera profesional: Entre otros trabajos, ejerció en el servicio público como jefe veterinario regional desde Valdivia a Chiloé y además participó activamente en la creación de la Escuela Superior de Agricultura de Osorno junto a Adolfo Matthei, institución que posteriormente dirigió por varias décadas, siendo éste uno de los principales motivos de su reconocimiento público. 
Alfredo Neumann se puede considerar un personaje fundamental en la modernización pecuaria del sur de Chile, especialmente en los ámbitos de la genética y sanidad animal. Además de lo anterior, estimuló mediante escritos y acciones los contactos chileno-alemanes.

## Principales reconocimientos
- Medalla Carlos Anwandter, otorgado por la Liga Chileno-Alemana, 1979.
- Orden al Mérito Docente y Cultural Gabriela Mistral, otorgado por el Gobierno de Chile,1982.
- Orden del Mérito, otorgado por la República Federal de Alemania, 1986.
- Premio Dr. Hugo Sievers Wicke, otorgado por el Colegio Médico Veterinario de Chile, 1987.
- Hijo Ilustre de Osorno, otorgado por la Ilustre Municipalidad de Osorno, 1987.

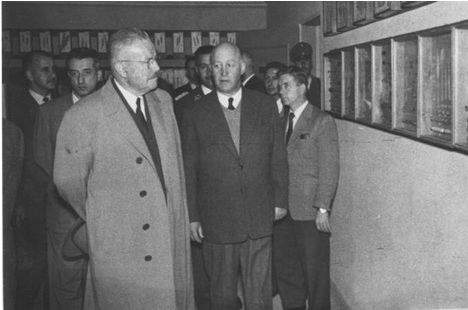
Alfredo Neumann (de traje oscuro) junto al Presidente Carlos Ibáñez del Campo. Escuela Superior de Agricultura de Osorno, 1954.

## Principales obras
- Tratamiento de las enfermedades del ganado. Osorno: Imprenta Cervantes, 1932.
- Tres problemas que afectan a la producción ganadera. Osorno: Imprenta Cervantes, 1942.
- Enfermedades del ganado. Osorno: Imprenta Cervantes, 1946.
- Campaña anti-rábica en tres provincias del sur de Chile. Buenos Aires: Imprenta de la Universidad, 1946.
- Vida y obras de Adolfo Matthei Schwarzenberg. Osorno: [s.n.], 1969.
- Alexander von Humboldt: Su obra y su influencia en América. Osorno: [s.n.], 1971.
- Don Bernardo Minte Sunkel: Homenaje a su memoria. Osorno: [s.n.], 1975.
- Presencia de la mujer en la inmigración alemana en el sur de Chile. Osorno: [s.n.], 1978.
- Fundación Adolfo Matthei. Instituto Profesional Agrario. Folleto conmemorativo del cincuentenario. Osorno: [s.n.], 1982.
- El Pudú: Contribución a su estudio etológico. Osorno: Ediciones Impresur, 1992.